# Bombay International 1979 (1979/80)
Das Gaware Paints Bombay International 1979 (auch Bombay International 1980) war ein professionelles Snookereinladungsturnier, welches als Rundenturnier mit anschließendem K.-o.-System ausgetragen wurde. Das Turnier wurde vom 7. bis zum 19. Dezember im Rahmen der Saison 1979/80 in der Bombay Gymkhana im indischen Bombay ausgetragen, alternativ wird als Austragungsdatum auch 1980 genannt. Sieger wurde der Engländer John Virgo, der im Finale den Kanadier Cliff Thorburn mit 13:7 besiegte. Thorburn spielte mit einem 123er-Break im Finale das höchste Break des Turnieres.

## Preisgeld
Wie auch schon im Vorjahr sponserte Gaware Paints das Turnier, im Vergleich dazu erhöhte sich das insgesamte Preisgeld um 300 £.
|                | Preisgeld |
| -------------- | --------- |
| Sieger         | 3.000 £   |
| Finalist       | 2.200 £   |
| Halbfinalist   | 0 £       |
| Gruppenphase   | 0 £       |
| Höchstes Break | 500 £     |
| Insgesamt      | 5.700 £   |

## Turnierverlauf
Zum Turnier wurden insgesamt acht Spieler eingeladen, die in zwei Gruppen mit jeweils vier Spielern eingeteilt wurden. Unter den Teilnehmern befand sich neben sieben Profispielern (darunter der dreifache Weltmeister John Spencer sowie mehrere kommende Weltmeister) auch der amtierende indische Amateurmeister Arvind Savur, der 1975, 1978 und 1979 Meister war.

### Gruppenphase
Alle Gruppenspiele wurden im Modus Best of 11 Frames gespielt. Nach insgesamt sechs Spielen, drei pro Spieler, wurde eine Tabelle errechnet, bei der die beiden bestplatzierten Spieler in die Endrunde kamen.

#### Gruppe A

##### Spiele
| Spiel | Spieler 1      | Ergebnis | Spieler 2     |
| ----- | -------------- | -------- | ------------- |
| 1     | John Virgo     | 26:26    | Dennis Taylor |
| 2     | John Virgo     | 16:16    | Arvind Savur  |
| 3     | Cliff Thorburn | 56:56    | Arvind Savur  |
| 4     | Cliff Thorburn | 46:46    | Dennis Taylor |
| 5     | Cliff Thorburn | 16:16    | John Virgo    |
| 6     | Arvind Savur   | 36:36    | Dennis Taylor |

##### Tabelle
| Pos. | Spieler        | Partien | Frames | Punkte |
| ---- | -------------- | ------- | ------ | ------ |
| 1    | Cliff Thorburn | 3       | 18:10  | 3      |
| 2    | John Virgo     | 3       | 13:9   | 2      |
| 3    | Arvind Savur   | 3       | 12:15  | 1      |
| 4    | Dennis Taylor  | 3       | 9:18   | 0      |

#### Gruppe B

##### Spiele
| Spiel | Spieler 1     | Ergebnis | Spieler 2     |
| ----- | ------------- | -------- | ------------- |
| 1     | John Spencer  | 46:46    | Kirk Stevens  |
| 2     | John Spencer  | 46:46    | Steve Davis   |
| 3     | John Spencer  | 36:36    | Doug Mountjoy |
| 4     | Doug Mountjoy | 26:26    | Kirk Stevens  |
| 5     | Steve Davis   | 46:46    | Doug Mountjoy |
| 6     | Steve Davis   | 26:26    | Kirk Stevens  |

##### Tabelle
| Pos. | Spieler       | Partien | Frames | Punkte |
| ---- | ------------- | ------- | ------ | ------ |
| 1    | John Spencer  | 3       | 18:11  | 3      |
| 2    | Steve Davis   | 3       | 16:12  | 2      |
| 3    | Doug Mountjoy | 3       | 13:14  | 1      |
| 4    | Kirk Stevens  | 3       | 8:18   | 0      |

### Endrunde
Im Gegensatz zur Gruppenphase wurden die Halbfinalpartien im Modus Best of 15 Frames und das Finale im Modus Best of 25 Frames gespielt.
|  | Halbfinale Best of 15 Frames | Halbfinale Best of 15 Frames | Halbfinale Best of 15 Frames |    |              | Finale Best of 25 Frames | Finale Best of 25 Frames | Finale Best of 25 Frames |
|  |                              |                              |                              |    |              |                          |                          |                          |
|  | A1                           | Cliff Thorburn               | 8                            |    |              |                          |                          |                          |
|  | B2                           | Steve Davis                  | 5                            |    |              |                          |                          |                          |
|  | B2                           | Steve Davis                  | 5                            |    | A1           | Cliff Thorburn           | 7                        |                          |
|  |                              |                              |                              |    | A1           | Cliff Thorburn           | 7                        |                          |
|  |                              | A2                           | John Virgo                   | 13 |              |                          |                          |                          |
|  | B1                           | A2                           | John Virgo                   | 13 | John Spencer | 6                        |                          |                          |
|  | B1                           |                              |                              |    |              | 6                        |                          |                          |
|  | A2                           | John Virgo                   | 8                            |    |              |                          |                          |                          |

## Century Breaks
Während des Turnieres wurden insgesamt drei Century Breaks gespielt, wobei alle drei in der Endrunde gespielt wurden. Mit zwei Centurys, darunter auch das höchste, hat Cliff Thorburn die meisten Centurys gespielt.
- Cliff Thorburn: 123, 115
- John Spencer: 106